# 帝汶鴨嘴草
帝汶鴨嘴草（学名：Ischaemum timorense）为禾本科鴨嘴草屬下的一个种。

## 扩展阅读
- 維基物種上的相關：帝汶鴨嘴草